# Computerfonds
Computerfonds (auch Quantitative Fonds) sind Investmentfonds, deren Titelauswahl nicht durch Fondsmanager, sondern durch Computer bestimmt wird.
Die Auswahl basiert auf rein technisch-mathematischen Verfahren: Ein Rechner beobachtet das Anlageuniversum anhand ausgewählter Kriterien und filtert aus der Vielzahl an Werten die aussichtsreichsten Papiere heraus.
Je nach Programm berücksichtigt der „digitale Fondsmanager“ fundamentale Kennziffern wie Bilanzkennzahlen und das Kurs-Gewinn-Verhältnis oder aber technische Faktoren wie zum Beispiel Trendindikatoren. Das Fondsmanagement übernimmt in der Regel die Entscheidungen des Computers und überprüft diese lediglich auf Plausibilität. Oft arbeitet der Rechner ganz automatisch.
Der Vorteil liegt darin, dass rechnergestützte Systeme mühelos große Datenmengen an volkswirtschaftlichen und unternehmensspezifischen Informationen nach objektiven Regeln verarbeiten können.
Auf der anderen Seite führt die Festlegung auf programmatisch bestimmte Anlagestrategien zu fehlender Flexibilität, auf wechselnde Marktsituationen zu reagieren.
Während empirisch nachweisbar ist, dass Indexfonds gegenüber aktiv gemanagten Fonds im Durchschnitt höhere Erträge bieten, ist innerhalb der aktiv gemanagten Fonds empirisch weder eine Über- noch eine Unterlegenheit von Computerfonds messbar.